# Pablo Alejandro Correa
Pablo Correa (nacido el 14 de marzo de 1967 en Montevideo, Uruguay) es un exfutbolista y entrenador de fútbol. Actualmente dirige al AS Nancy.

## Trayectoria

### Como jugador
Como futbolista, Correa desarrolló prácticamente toda su carrera en equipos uruguayos (CA Rentistas, Peñarol y Defensor Sporting), salvo un brevísimo paso de tres partidos por el San Lorenzo de Almagro argentino en 1993, que abandonó para fichar por el Montevideo Wanderers. Finalmente, jugó sus últimos años en el AS Nancy-Lorraine francés.

### Como entrenador
AS Nancy
Su trayectoria como técnico comenzó en 2000, siendo segundo entrenador del AS Nancy-Lorraine, equipo en el cual se había retirado como futbolista. En noviembre de 2002, tras la destitución de Moussa Bezaz, el club confió en Correa para hacerse cargo del equipo. Con una gran remontada en la segunda vuelta, se logró la permanencia en la Ligue 2. Dos años después ganó el campeonato de segunda división y obtuvo el ascenso a la Ligue 1 con el Nancy, y una vez en la máxima categoría, consiguió la permanencia y a su vez ganar la Copa de la Liga contra el OGC Nice por 2-1, lo que le daba acceso a la Copa de la UEFA 2006-07. Al año siguiente conseguiría la mejor ubicación en la historia del club en la Ligue 1 (4.ª posición), detrás de Olympique de Lyon, Girondins de Burdeos y Olympique de Marsella. Este 4.º puesto le dio la posibilidad de jugar nuevamente la Copa de la UEFA. En mayo de 2011, Correa anunció su marcha del Nancy tras nueve años como técnico del equipo de la Lorena, al que había dejado asentado en la primera división francesa.
Évian Thonon Gaillard
El 2 de enero de 2012, el Évian Thonon Gaillard FC anunció su fichaje como nuevo entrenador de equipo en sustitución de Bernard Casoni. Llevó al equipo al noveno puesto en la Ligue 1 2011-12; pero tras un pobre arranque en la Ligue 1 2012-13, los dirigentes del club decidieron despedirlo.
Regreso al Nancy
El 12 de octubre de 2013, se confirmó su regreso al AS Nancy-Lorraine. El equipo francés se quedó a las puertas del ascenso, terminando 4.º en la Ligue 2 2013-14; mientras que fue 5.º en la temporada 2014-15. Finalmente, en su tercer intento, logró su segundo ascenso a la Ligue 1 con el Nancy, siendo además campeón de la categoría de plata. De nuevo en la élite, el equipo de la Lorena sufrió un inicio complicado, pero al término de la primera vuelta de la Ligue 1 logró salir de los puestos de descenso y situarse en 13.ª posición. Sin embargo, en la recta final del campeonato, acompañado de bajas importantes en el equipo (venta del capitán Clément Lenglet al Sevilla FC) encadenó una mala racha de resultados y en la última jornada volvió a descender a la Ligue 2. Pese a perder la categoría, el club confirmó que Correa continuaría en el banquillo. No obstante, fue despedido poco después, tras no poder ganar ninguno de los 5 primeros partidos de la Ligue 2 2017-18.
AJ Auxerre
El 21 de diciembre de 2017, se incorporó al AJ Auxerre. Logró rescatar al prestigioso elenco francés de los puestos de descenso y lo ubicó en mitad de la clasificación al terminar la temporada en la Ligue 2. Continuó en el cargo hasta su cese el 19 de marzo de 2019, con el equipo en 14.º puesto, sin lograr el objetivo del ascenso a Ligue 1.
Excelsior Virton
Posteriormente, en diciembre de 2021, firmó por el Excelsior Virton de la Segunda División de Bélgica, al que dirigió hasta final de temporada.
Tercera etapa en el Nancy
El 18 de noviembre de 2023, inició su tercera etapa en el banquillo del AS Nancy-Lorraine.

## Clubes

### Como jugador
| Club                    | País      | Año       |
| ----------------------- | --------- | --------- |
| CA Rentistas            | Uruguay   | 1986-1988 |
| CA Peñarol              | Uruguay   | 1988-1990 |
| CA Rentistas            | Uruguay   | 1990-1991 |
| Defensor Sporting       | Uruguay   | 1991-1993 |
| CA San Lorenzo          | Argentina | 1993-1994 |
| Montevideo Wanderers FC | Uruguay   | 1994-1995 |
| AS Nancy                | Francia   | 1995-2000 |

### Como segundo entrenador
| Club          | País    | Año       | PJ | PG | PE | PP | GF | GC | DG | Efect. |
| ------------- | ------- | --------- | -- | -- | -- | -- | -- | -- | -- | ------ |
| AS Nancy      | Francia | 2000-2002 | 61 | 20 | 20 | 21 | 73 | 69 | +4 | 43.72  |
| Total carrera |         | 2000-2002 | 61 | 20 | 20 | 21 | 73 | 69 | +4 | 43.72  |

### Como entrenador
| Club                  | País    | Año       | PJ  | PG  | PE  | PP  | GF  | GC  | DG  | Efect. |
| --------------------- | ------- | --------- | --- | --- | --- | --- | --- | --- | --- | ------ |
| AS Nancy              | Francia | 2002-2011 | 377 | 143 | 101 | 133 | 453 | 445 | +8  | 46.86  |
| Évian Thonon Gaillard | Francia | 2012      | 26  | 10  | 5   | 11  | 39  | 39  | +0  | 44.87  |
| AS Nancy              | Francia | 2013-2017 | 159 | 65  | 43  | 51  | 206 | 175 | +31 | 49.9   |
| AJ Auxerre            | Francia | 2017-2019 | 55  | 21  | 10  | 24  | 79  | 67  | +12 | 44.24  |
| Excelsior Virton      | Bélgica | 2021-2022 | 10  | 2   | 0   | 8   | 6   | 20  | -14 | 20.0   |
| AS Nancy              | Francia | 2023-     |     |     |     |     |     |     |     |        |
| Total carrera         |         | 2002-2022 | 627 | 241 | 159 | 227 | 783 | 746 | +37 | 47.33  |

## Palmarés

### Como jugador
- Campeón de la Segunda División 1988 con Rentistas.
- Campeón de la Primera División 1991 con Defensor.
- Campeón de la Liguilla Pre-Libertadores 1993 con Defensor.
- Campeón de la Ligue 2 1997-98 con Nancy.

### Como entrenador
- Campeón de la Ligue 2 2004-05 con Nancy.
- Ascenso a Ligue 1 2004-2005 con Nancy.
- Campeón de la Copa de la Liga 2005-06 con Nancy.
- Elegido "Mejor Entrenador de Francia 2006-2007" (France Football)
- Elegido "Mejor Entrenador de Francia 2007-2008" (France Football)
- Campeón de la Ligue 2 2015-16 con Nancy.
- Ascenso a Ligue 1 2015-16 con Nancy.
- Semifinalista de la Copa de la Liga 2015-16 con Nancy.
- Elegido "Mejor Entrenador de la Historia" de Nancy 2017 (50 años)
- Entrenador Uruguayo con más partidos dirigidos en el exterior (más de 700)